# Nắm cơm lá hẹp
Nắm cơm lá hẹp (danh pháp: Kadsura angustifolia) là một loài thực vật có hoa trong họ Schisandraceae. Loài này được A.C.Sm. miêu tả khoa học đầu tiên năm 1947.